# Como si fuera la primera vez (película mexicana)
Como si fuera la primera vez es una comedia mexicana de 2019 la película dirigida por Mauricio T. Valle. Es un remake de la película de 2004 50 First Dates, dirigida por Peter Segal, escrita por George Wing y protagonizada Adam Sandler y Drew Barrymore. Este remake tiene a Vadhir Derbez, y Ximena Romo como los protagonistas principales de la historia. La película, como la versión original, retuvo su título traducido al español en Latinoamérica. La película se estrenó el 30 de agosto de 2019 en México.

## Reparto
- Vadhir Derbez como Diego.
- Ximena Romo como Lucía "Luci".
- Francisco Rueda.
- Alejandro Camacho.

## Crítica
La película ha recibido críticas  generalmente negativas, tanto del público como de la crítica en general.